# Statsvapnets orden

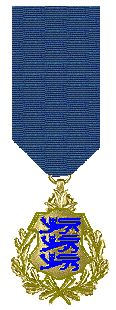
5:e klassen av Statsvapnets orden.

Statsvapnets orden (estniska: Riigivapi teenetemärk), är en orden instiftad den 7 oktober 1936 av president Konstantin Päts som Estlands högsta orden. Den instiftades för att fira minnet av den 24 februari 1918, den dag då Estlands självständighet utropades. Statsvapnets orden utdelas bara till estniska medborgare som en dekoration av högsta klass för tjänster till staten. Orden är indelad i sex klasser, fem vanliga och en specialklass.